# Даниел Брюл
Даниел Сезар Мартин Брюл Гонсалес е испанско-германски актьор.

## Биография
Даниел Брюл е роден на 16 юни 1978 г. в Барселона. Син е на учителката Мариса Гонсалес Доминго и немския театрален и телевизионен режисьор Хано Брюл, които се запознават по време на престоя си в Испания.
Няколко седмици след раждането на Даниел семейството се премества в Кьолн.
В края на 90-те години на XX век той взема участие в различни продукции, които му проправят пътя в немското кино.
Известен е с филми като „Сбогом, Ленин!“ (2003), Los edukadores (2004), Joyeux Noël (2005), „Гадни копилета“ (2009), EVA (2011), „С пълна газ“ (2013), Cologne (2015), сериала The Alienist (2018) и в киновселената на „Марвел“ като Хелмут Земо във филма „Първият отмъстител: Войната на героите“ (2016).